# Arzdorf
Arzdorf  ist einer von 13 Ortsteilen der Gemeinde Wachtberg im Rhein-Sieg-Kreis im Bundesland Nordrhein-Westfalen (Deutschland). Bis zur kommunalen Neugliederung 1969 war Arzdorf eine zum Amt Meckenheim gehörende Gemeinde im damaligen Landkreis Bonn.

## Geographie

### Geographische Lage
Arzdorf liegt im Südwesten der Gemeinde Wachtberg, etwa 2 km von der Landesgrenze zwischen Nordrhein-Westfalen und Rheinland-Pfalz entfernt.
Geographisch gehört das Gebiet zur Voreifel, östlich fließt in 10 km Entfernung der Rhein vorbei. Arzdorf liegt am Südrand der Kölner Bucht, etwa 20 km südlich des Stadtzentrums von Bonn entfernt. 10 km südlich liegt der Kurort Bad Neuenahr-Ahrweiler und 14 km östlich die Stadt Remagen, die im Zweiten Weltkrieg durch die Ludendorff-Brücke (Brücke von Remagen) bekannt wurde.

### Nachbarorte und -gemeinden
Folgende Orte grenzen an Arzdorf. Sie werden im Uhrzeigersinn, im Norden beginnend genannt und gehören alle mit Ausnahme von Eckendorf, Oeverich und Niederich die im Landkreis Ahrweiler in Rheinland-Pfalz liegen, zum Nordrhein-westfälischen Rhein-Sieg-Kreis:
Klein-Villip, Holzem, Berkum, Werthhoven, Niederich, Oeverich, Fritzdorf, Eckendorf, Adendorf

## Geschichte
Die erste bekannte urkundliche Erwähnung der Ortsbezeichnung Artstorp stammt aus dem Jahr 1166. Beurkundet wurde eine  Schenkung des Abtes Gerhard von Are an das Bonner Cassius-Stift.
1815 fiel das Rheinland und damit auch Arzdorf an Preußen. Die Gemeinde wurde der Bürgermeisterei Adendorf im Kreis Rheinbach im Regierungsbezirk Köln der Provinz Jülich-Kleve-Berg zugeteilt, die 1822 mit der Provinz Großherzogtum Niederrhein zur Rheinprovinz zusammengelegt wurde. Die Bürgermeisterei wurde später nach Meckenheim verlegt. Bei der Volkszählung am 1. Dezember 1912 hatte die Gemeinde Arzdorf 210 Einwohner.
Bei der Auflösung des Kreises Rheinbach 1932 kam Adendorf zum Landkreis Bonn. Am 1. August 1969 wurde die Gemeinde durch das Gesetz zur kommunalen Neugliederung des Raumes Bonn (Bonn-Gesetz) mit den Gemeinden des Amtes Villip und den Gemeinden Adendorf und Fritzdorf des Amtes Meckenheim zu der neuen Gemeinde Wachtberg zusammengeschlossen, die zusammen mit den übrigen Teilen des gleichzeitig aufgelösten Landkreises Bonn (soweit nicht nach Bonn oder Wesseling eingemeindet) in den Siegkreis eingegliedert wurde, der seitdem Rhein-Sieg-Kreis heißt.

## Bevölkerungsentwicklung
Im Ortsteil Arzdorf wohnten (inkl. Zweitwohnsitze):
| Jahr | Einwohner |
| ---- | --------- |
| 1961 | 229       |
| 1969 | 263       |
| 1979 | 303       |
| 1989 | 288       |
| 1999 | 322       |

| Jahr  | Einwohner |
| ----- | --------- |
| 20021 | 307       |
| 20031 | 304       |
| 20041 | 305       |
| 20051 | 313       |
| 20061 | 324       |

| Jahr  | Einwohner |
| ----- | --------- |
| 20071 | 332       |
| 20081 | 335       |
| 20091 | 338       |
| 20142 | 317       |

1 jeweils 30. Juni des Jahres.
Quelle: Statistische Angaben im Haushaltsplanentwurf 2010 der Gemeinde Wachtberg
2Stand: 25. Sep. 2014

## Ortsvertretung
Vorsitzende des Ortsausschusses Arzdorf ist Andrea Lohmeier (CDU) (Stand: 2022).

## Kultur und Sehenswürdigkeiten

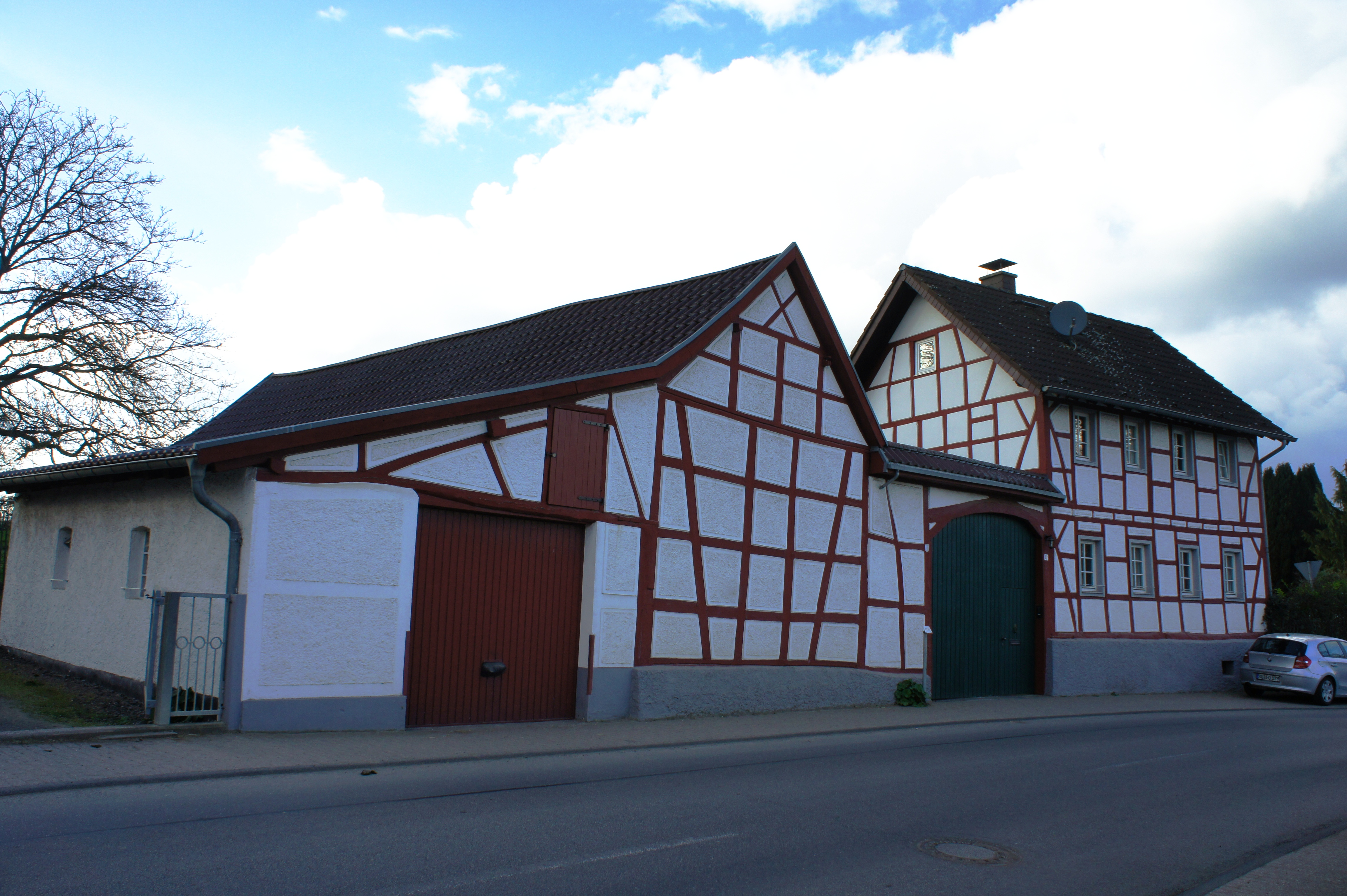
Geburtshaus Heinrich Welsch („Lehrer Welsch“)

### Bauwerke
- Antoniuskapelle
- Geburtshaus von Heinrich Welsch, Villiper Weg 27

## Persönlichkeiten
- Heinrich Welsch, * 29. Mai 1848 in Arzdorf, † 7. Juni 1935 in Köln, Lehrer in Köln, engagiert für benachteiligte Arbeiterkinder, Vorbild für das Karnevalslied En d'r Kayjass Nummer Null: „Un mir woren beim Lehrer Welsch in de Klass'“
- Johann Baptist Welsch, genannt Tilla, * 22. Februar 1888 in Arzdorf, † 2. März 1943 in Mauthausen, in den 1920er und 1930er Jahren bekannter Kölner Travestiekünstler